# Дворец консерваторов
Пала́ццо-дей-Консервато́ри (итал. Palazzo dei Conservatori) — ренессансное общественное здание на Капитолийской площади в Риме. Во дворце находится бо́льшая часть экспонатов Капитолийских музеев. Среди них такие общепризнанные шедевры, как «Капитолийская волчица» и «Умирающий галл».

## История
Первое здание дворца было построено при папе Николае V в середине XV века. Тогда его фасад украшали двенадцать арок, обрамляющие шесть окон первого этажа.
В небольшом общественном здании заседали судьи, именуемые консерваторами (что и дало название дворцу), сенаторы из близлежащего дворца и городские магистраты, которые вместе осуществляли власть над вечным городом. Постепенно, с усилением могущества папы, значимость этого синклита (как и всей городской власти) существенно уменьшилась.
Палаццо строили по проекту Бернардо Росселлино, затем, в середине XVI века Микеланджело Буонарроти спроектировал новый ансамбль Капитолийской площади с Дворцом сенаторов в центре. С одной стороны от него должен был стоять новый Дворец консерваторов, с другой стороны — абсолютно симметричная постройка (возведена в XVII веке под названием Нового дворца, или Палаццо Нуово). Ныне существующее здание дворца возведено в 1568 году на основе проекта Микеланджело архитектором Джакомо делла Порта. Последнему принадлежит большое окно посередине фасада, тогда как прочие окна, оформленные наличниками с колонками и балкончиками, соответствуют оригинальному замыслу Микеланджело. 
В историю архитектуры Дворец консерваторов вошёл как первый пример использования так называемого большого ордера: два этажа здания объединены большими коринфскими пилястрами. Портик, увеличенный при папе Александре VII, поддерживают ионические колонны.

## Музей
Начало музею на Капитолии положил папа Сикст IV в 1471 году, передав в дар народу Рима собрания античной бронзы, которые до того времени размещались в стенах Латерана. Однако за коллекцией закрепилось название „музеи“ во множественном числе, так как в XVIII веке папа Бенедикт XIV добавил к оригинальной коллекции древних скульптур картинную галерею.
Капитолийские музеи, открытые для свободного посещения в 1734 году, претендуют на звание первого публичного музея в мире, т.е. музея, в котором произведения искусства доступны для всех, а не только для их владельцев. Непосредственно во Дворце консерваторов выставлены такие знаменитые произведения, как:
- Капитолийская волчица
- Капитолийский Брут
- Бюст Коммода
- Бюст Домициана, сегодня приписываемый Константину II
- Колосс Константина
- Умирающий галл
- Две штучные мозаики с изображением тигра, нападающего на телёнка, найденные в базилике Юния Басса
- Мальчик, вытаскивающий занозу
- Геркулес с Бычьего форума
- Голова Медузы (Лоренцо Бернини)
- Статуя Урбана VIII (Бернини)

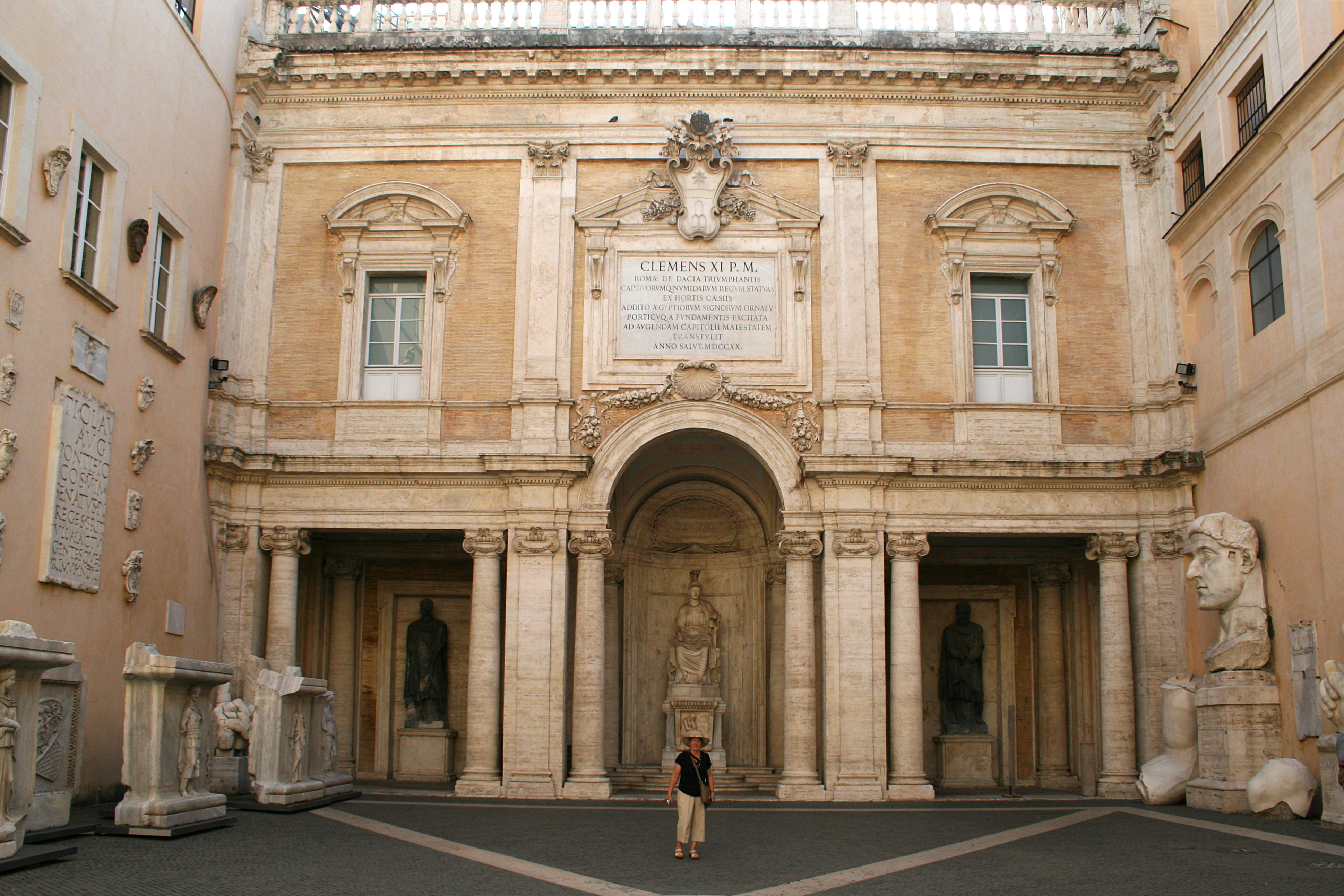
Внутренний двор Дворца консерваторов
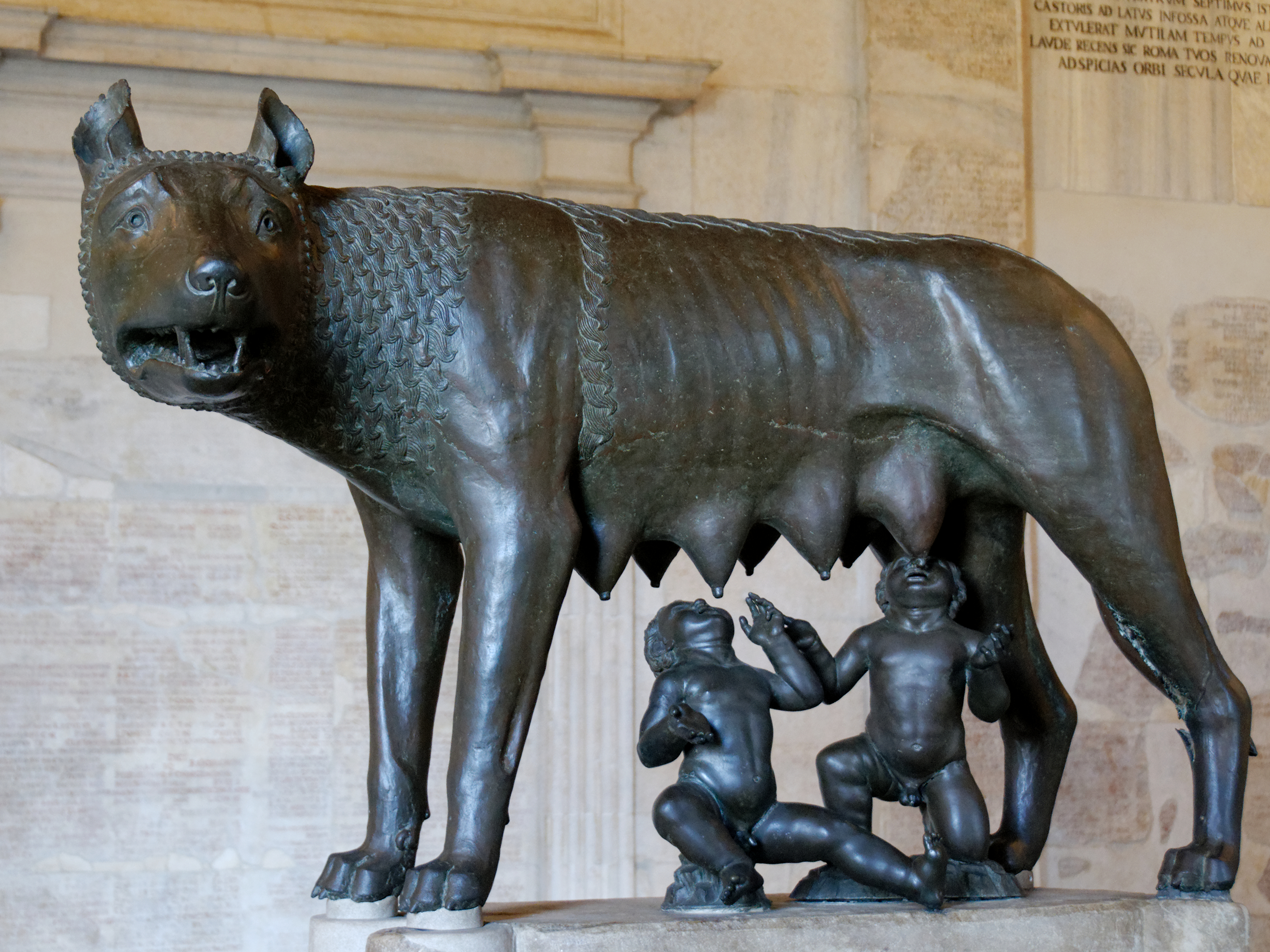
Капитолийская волчица
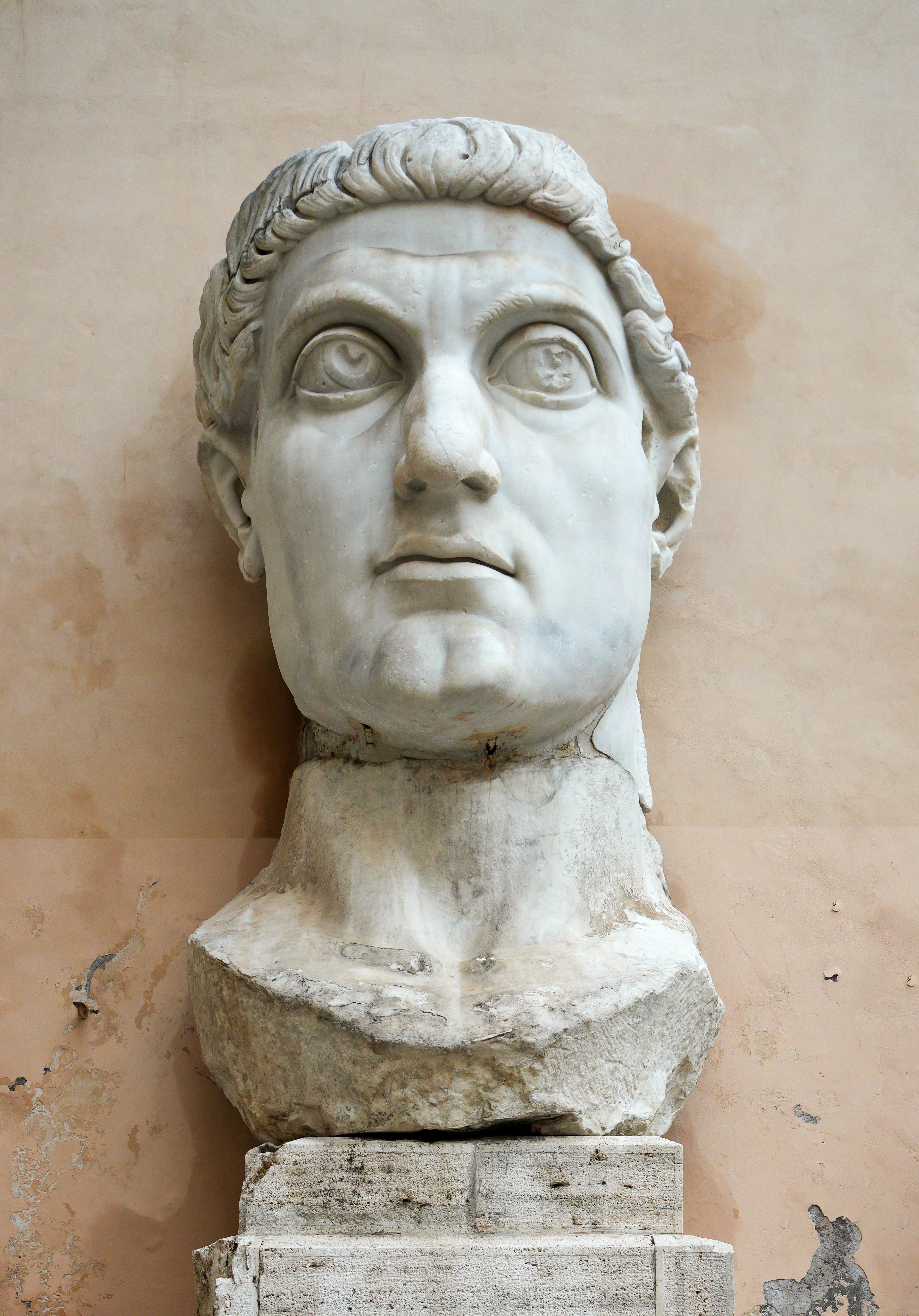
Колосс Константина
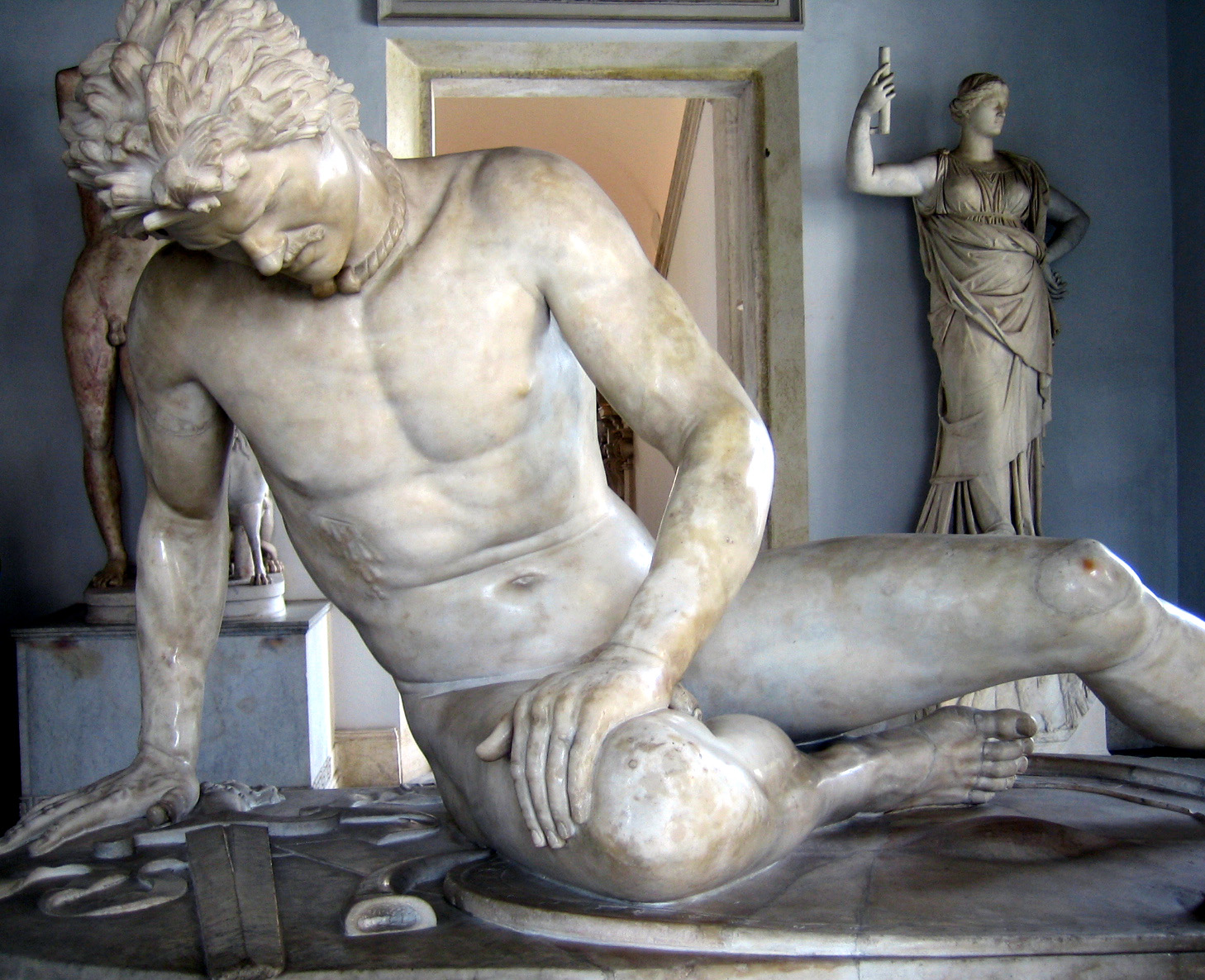
Умирающий галл
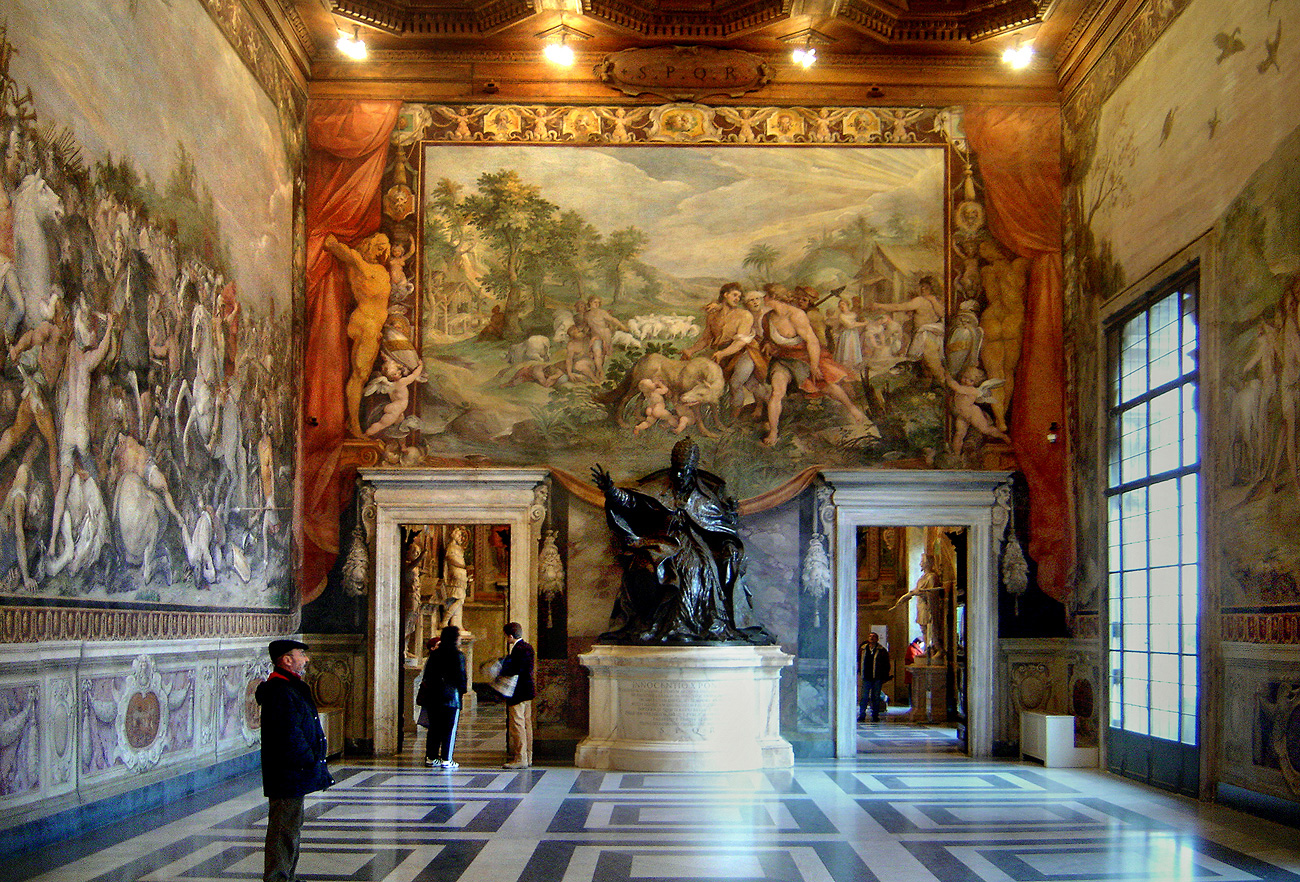
Внутри дворца